# Gadehandel
Gadehandel er handel af blandede varer, som foretages af handelsdrivende i og på offentlige gader, pladser og torve. Salgstedet kan være etableret med henholdsvis et tæppe, mobile borde eller vogne.
I Danmark er typiske handelsvarer i gadehandel solbriller, legetøj, smykker, mad- og drikkevarer, is, aviser etc.
Tilladelser og stadepladser administreres af landets kommuner, ofte mod vederlag.
Illegal gadehandel ses hyppigt, ofte i form af narkohandel og prostitution, specielt i landets større byer.
For at etablere sig som gadehandler i Danmark kræver loven, at det skal være enkeltmandsvirksomheder. Flere kommuner har udformet lokale vedtægter for gadehandel.